# 茱莉亚·陶卡奇
茱莉亚·陶卡奇（Júlia Takács，1989年6月29日—）是一名西班牙女子竞走运动员。她在2016年夏季奥林匹克运动会上参加了女子20公里竞走项目，结果以1小时35分45秒的成绩获得第33名。陶卡奇是匈牙利人，出生于布达佩斯。她在2008年6月20日获得西班牙公民身份。